# Земля — повітря (фільм)
Земля — повітря (англ. Surface to Air) — американський бойовик 1998 року.

## Сюжет
Зак та Ділан брати, але з дитинства терпіти один одного не можуть. Обидва стали військовими: Зак — у морській піхоті, Ділан — в авіації. Але тепер їм доводиться разом служити на авіаносці, в Перській затоці. Під час патрулювання, літак лейтенанта Ділана був збитий в тилу ворога. Сержанту Заку разом з його загоном доручено знайти Ділана раніше ніж його знайдуть іракські солдати.

## У ролях
| Актор             | Роль                              |
| ----------------- | --------------------------------- |
| Майкл Медсен      | командор-сержант Зак Мейссін      |
| Чед Маккуїн       | лейтенант Ділан «Ворон» Мейссін   |
| Мелані Шетнер     | лейтенант Лорі «Дакота» Форрестер |
| Тері Фруічанті    | Кларисса Мейссін                  |
| Ларрі Томас       | полковник Мустафа Кахлід          |
| Герб Мітчелл      | генерал Девіс                     |
| Метью Р. Андерсон | капітан Рассел                    |
| Бо Біллінгслея    | капітан Воллес                    |
| Грег Коллінз      | майор Кентон                      |
| Кен Дункан        | капітан Раундтрі                  |